# Dicrocoelium
Dicrocoelium o tremátodos del hígado son parásitos y constituyen un grupo polifilético de tremátodos (filo Platelmintos). Los especímenes adultos de Dicrocoelium han sido localizados en el hígado de varios mamíferos, incluso de personas. Estos gusanos planos se alojan en conductos biliares, vesícula biliar, y parénquimas hepáticas. Ellos son hematófagos, y los especímenes adultos producen huevos que son transportados en el intestino, para ser expulsados en las heces.

## Especies
- Clonorchis sinensis
- Dicrocoelium dendriticum
- Dicrocoelium chinensis
- Dicrocoelium hospes
- Fascioloides magna
- Fasciola gigantica
- Fasciola jacksoni
- Metorchis conjunctus
- Metorchis albidus
- Protofasciola robusta
- Parafasciolopsis fasciomorphae
- Opisthorchis viverrini
- Opisthorchis felineus
- Opisthorchis guayaquilensis

- Datos: Q3026681
- Multimedia: Dicrocoelium / Q3026681
- Especies: Dicrocoelium